# 翼喉盤魚
翼喉盤魚（學名：Gobiesox pinniger），為輻鰭魚綱喉盤魚目喉盤魚科的其中一種，分布於中東太平洋區的加利福尼亞灣海域，深度0至5公尺，本魚體呈蝌蚪形，頭寬，凹陷，頭部乳突發達，裂片狀，沿上唇緣排列，上唇上方吻端無乳突，上唇寬，前部比兩側寬得多，後鼻孔位於眼前緣上方，前鼻孔有大的2裂瓣，上顎各具一排不規則的尖齒，外排為不規則的牙齒，後排為不規則的牙齒，犬齒位於側面，下顎牙齒2排，外排較大，成魚前部有4對圓頭門齒，後部為一排大犬齒，體不被鱗，覆有粘液層，頭部側線發達，身體上側線不明顯，腹鰭喉位，與周圍的皮褶特化成一吸盤，吸盤大，前部、中部和後部均有乳突，背鰭鰭條18枚、臀鰭鰭條10枚、胸鰭鰭條23枚、尾鰭鰭條12枚，體表和體側微黑，前部有圍繞黃色斑點的網紋，3條深色橫帶從眼部向下輻射，背鰭下方有6條或更多斜向下方和後方的深色橫帶，橫帶相互連接，中間或有條紋和斑點，背部、尾部和臀鰭顏色暗淡，有窄的白色邊緣，體長可達10.2公分，屬底棲性魚類，生活在海草生長的潮間帶，能忍受溫度及鹽度變化。